# Microbotryomycetes
Microbotryomycetes es una clase de hongos de la división Basidiomycota y subdivisión Pucciniomycotina. 
Todos los representantes de esta clase son levaduras basidiomicetosas que parasitan plantas y otros hongos. Aunque también se ha reportado la presencia de especies saprotrófas. La clase incluye alrededor de 208 especies.

## Descripción
Los microbotriomicetos son un grupo de hongos unicelulares muy diverso en cuanto a morfología y ecología. La formación de esporas varía desde basidios que están formados por teliosporas individuales hasta basidios dispersos similares a los picnidios. Todas las especies se reproducen asexualmente y forman fragmobasidios con la excepción de Curvibasidium.
Muchas especies tienen orgánulos en las células, llamados colacosomas, que están relacionados con el estilo de vida parasitario de estas especies.

## Sistemática

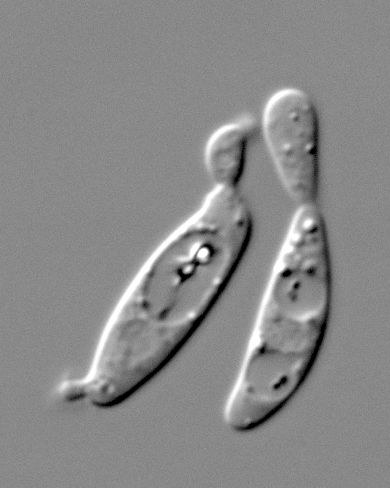
Levaduras de Meredithblackwellia eburnea.

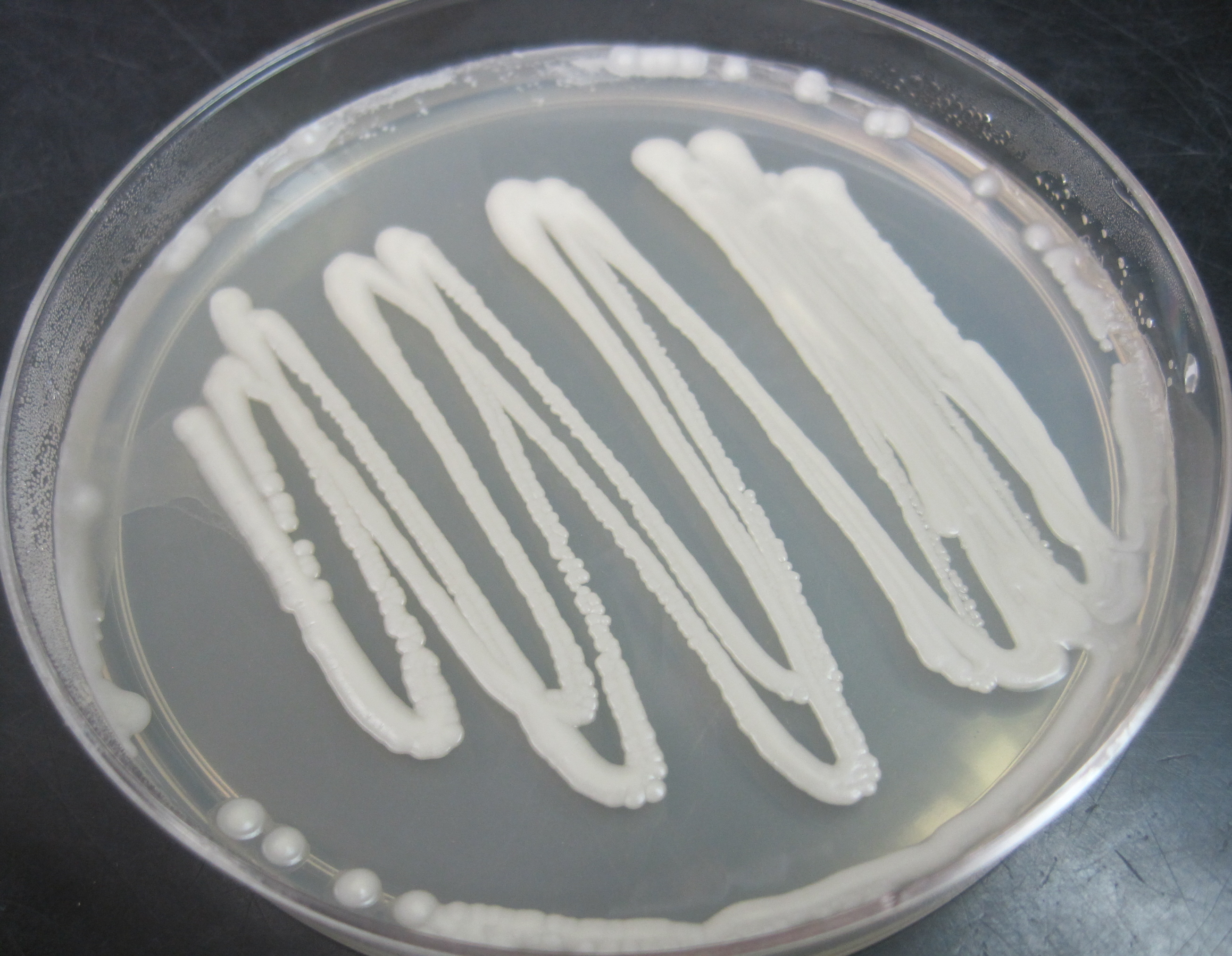
Colonias de Meredithblackwellia eburnea.

La clase comprende los siguientes órdenes, familias y géneros:
- Heterogastridiales
  - Heterogastridiaceae
    - Atractocolax
    - Colacogloea
    - Heterogastridium
    - Krieglsteinera
- Microbotryales
  - Microbotryaceae: 
    - Bauerago
    - Liroa
    - Microbotryum
    - Sphacelotheca
    - Zundeliomyces

  - Ustilentylomataceae
    - Aurantiosporum
    - Fulvisporium
    - Ustilentyloma
- Leucosporidiales
  - Leucosporidiaceae
    - Leucosporidiella
    - Leucosporidium
    - Mastigobasidium
- Sporidiobolales
  - Sporidiobolaceae
    - Rhodosporidium
    - Rhodotorula
    - Sporidiobolus
    - Sporidiobolomyces
    - Meredithblackwellia

Géneros incertae sedis:
- Camptobasidium
- Curvibasidium
- Kriegeria
- Leucosporidium antarcticum
- Leucosporidium fasciculatum